# Distretto di Yen Dung
Il distretto di Yen Dung (vietnamita: Yên Dũng) è un distretto (huyện) del Vietnam che nel 2019 contava 152.125 abitanti.
Occupa una superficie di 213 km² nella provincia di Bac Giang. Ha come capitale Neo.
La densità di popolazione è di 714,2 persone / km². Amministrativamente, è diviso in 2 città e 19 comuni.